# Lent (Ain)
Lent és un municipi francès situat al departament de l'Ain i a la regió d'Alvèrnia-Roine-Alps. L'any 2007 tenia 1.253 habitants.

## Demografia

### Població
El 2007 la població de fet de Lent era de 1.253 persones. Hi havia 482 famílies de les quals 126 eren unipersonals (55 homes vivint sols i 71 dones vivint soles), 150 parelles sense fills, 186 parelles amb fills i 20 famílies monoparentals amb fills.
La població ha evolucionat segons el següent gràfic:
Habitants censats

### Habitatges
El 2007 hi havia 567 habitatges, 499 eren l'habitatge principal de la família, 40 eren segones residències i 28 estaven desocupats. 460 eren cases i 107 eren apartaments. Dels 499 habitatges principals, 354 estaven ocupats pels seus propietaris, 136 estaven llogats i ocupats pels llogaters i 9 estaven cedits a títol gratuït; 4 tenien una cambra, 41 en tenien dues, 67 en tenien tres, 143 en tenien quatre i 243 en tenien cinc o més. 405 habitatges disposaven pel capbaix d'una plaça de pàrquing. A 195 habitatges hi havia un automòbil i a 275 n'hi havia dos o més.

### Piràmide de població
La piràmide de població per edats i sexe el 2009 era:
| Homes | Edats   | Dones |
| ----- | ------- | ----- |
| 0     | 95 o +  | 0     |
| 0     | 90 a 94 | 0     |
| 8     | 85 a 89 | 8     |
| 8     | 80 a 84 | 16    |
| 24    | 75 a 79 | 16    |
| 20    | 70 a 74 | 24    |
| 28    | 65 a 69 | 20    |
| 16    | 60 a 64 | 28    |
| 28    | 55 a 59 | 12    |
| 28    | 50 a 54 | 52    |
| 52    | 45 a 49 | 24    |
| 44    | 40 a 44 | 48    |
| 40    | 35 a 39 | 44    |
| 36    | 30 a 34 | 52    |
| 48    | 25 a 29 | 52    |
| 12    | 20 a 24 | 40    |
| 28    | 15 a 19 | 44    |
| 48    | 10 a 14 | 52    |
| 32    | 5 a 9   | 40    |
| 32    | 0 a 4   | 44    |

## Economia
El 2007 la població en edat de treballar era de 809 persones, 633 eren actives i 176 eren inactives. De les 633 persones actives 605 estaven ocupades (323 homes i 282 dones) i 29 estaven aturades (10 homes i 19 dones). De les 176 persones inactives 75 estaven jubilades, 60 estaven estudiant i 41 estaven classificades com a «altres inactius».

### Ingressos
El 2009 a Lent hi havia 502 unitats fiscals que integraven 1.284,5 persones, la mediana anual d'ingressos fiscals per persona era de 19.466 €.

### Activitats econòmiques
Dels 45 establiments que hi havia el 2007, 1 era d'una empresa extractiva, 1 d'una empresa alimentària, 2 d'empreses de fabricació d'altres productes industrials, 8 d'empreses de construcció, 9 d'empreses de comerç i reparació d'automòbils, 4 d'empreses de transport, 2 d'empreses d'hostatgeria i restauració, 1 d'una empresa financera, 3 d'empreses de serveis, 8 d'entitats de l'administració pública i 6 d'empreses classificades com a «altres activitats de serveis».
Dels 14 establiments de servei als particulars que hi havia el 2009, 1 era una oficina de correu, 2 tallers de reparació d'automòbils i de material agrícola, 2 paletes, 1 guixaire pintor, 1 fusteria, 2 lampisteries, 3 perruqueries, 1 restaurant i 1 saló de bellesa.
Dels 5 establiments comercials que hi havia el 2009, 1 era una botiga de més de 120 m², 1 una botiga de menys de 120 m², 1 una botiga de mobles, 1 un drogueria i 1 una joieria.
L'any 2000 a Lent hi havia 43 explotacions agrícoles que ocupaven un total de 1.638 hectàrees.

## Equipaments sanitaris i escolars
L'únic equipament sanitari que hi havia el 2009 era una farmàcia.
El 2009 hi havia una escola elemental.

## Poblacions més properes
El següent diagrama mostra les poblacions més properes.